# Otto Glória
Otaviano Martins Glória, in Brasilien Oto Glória (* 9. Januar 1917 in Rio de Janeiro; † 4. September 1986 ebenda) war ein brasilianischer Fußballtrainer.

## Karriere
Die Fußballtrainerlaufbahn von Otto Glória begann  1951 bei CR Vasco da Gama.
1954 zog er nach Portugal und wurde der erste von zahlreichen renommierten brasilianischen Trainern, die dort in den 1950er und 1960er Jahren wirkten. Von 1954 bis 1959 war er Trainer von Benfica Lissabon. Glória professionalisierte den Verein und beendete die Vormachtstellung von Sporting Lissabon in der Meisterschaft. Sein Hauptaugenmerk galt der Entdeckung junger Talente, auch aus den afrikanischen Überseeprovinzen. Bis 1959 feierte er mit Benfica je zwei Meistertitel und Pokalsiege. Von 1959 bis 1961 war er bei Belenenses Lissabon tätig und gewann 1960 ein weiteres Mal den Pokal. In dieser Zeit schrieb er auch eine regelmäßige Kolumne für die Tageszeitung Diário de Lisboa unter dem Titel Otto Glória diz ("Otto Glória sagt").
Nach einem kurzen Engagement bei Sporting Lissabon heuerte er 1962 für vier Monate beim französischen Zweitligisten Olympique Marseille an und stieg mit dem Klub in die Ligue 1 auf. 1963 kehrte er kurzzeitig nach Brasilien zurück und trainierte erneut CR Vasco da Gama.
1964 war Glória wieder in Portugal tätig: Er wurde sowohl Übungsleiter des FC Porto als auch Trainer der portugiesischen Nationalmannschaft. Mit dem Team, das als Magriços in die Geschichte einging, erreichte er bei der Weltmeisterschaft 1966, unter anderem nach einem 3:1-Sieg gegen Titelverteidiger Brasilien, den dritten Platz und damit die bis heute beste WM-Platzierung einer portugiesischen Auswahl.
Anschließend wurde Glória vom spanischen Hauptstadtklub Atlético Madrid verpflichtet. Dort qualifizierte er sich in der Saison 1966/67 als Tabellenvierter für den Messestädte-Pokal. In der Saison 1967/68 wurde er fünf Spieltage vor Saisonende auf dem fünften Tabellenplatz liegend beurlaubt. Sodann wurde er zum zweiten Mal Trainer von Benfica Lissabon. Dort gewann er zwei weitere Meistertitel und nochmals den Pokal. Ferner erreichte er mit dem Klub das Finale des Europapokals der Landesmeister 1967/68, in dem Benfica nach Verlängerung mit 1:4 gegen Manchester United unterlag. Im Februar 1970 wurde er vom Verein freigestellt.
Die folgenden sieben Jahre war Glória wieder in seiner Heimat tätig. 1973 gewann er mit der Portuguesa de Desportos aus São Paulo die dritte und letzte Staatsmeisterschaft von São Paulo der Vereinsgeschichte. Hier leistete allerdings Schiedsrichter Armando Marques kräftige Mithilfe. Das Entscheidungsspiel im Estádio do Morumbi gegen den FC Santos mit den Weltmeistern Pelé und Carlos Alberto ging ins Elfmeterschießen. Nach jeweils zwei Elfmetern schoss Santos seinen dritten zum 2:0 ein und Wilsinho vergab den dritten der Portuguesa. Marques pfiff daraufhin ab, in dem Irrglauben, es sei alles entschieden. Otto Glória wusste es besser und trieb seine Mannschaft umgehend in den Bus zur sofortigen Abreise. Als dann Marques nach Einreden der Portuguesa-Führung seinen Fehler bemerkte, waren keine Portuguesa-Spieler mehr da, um die restlichen beiden Elfmeter auszuführen. Nachdem im Terminkalender kein Zeitpunkt für eine Neuansetzung des Spieles zu finden war, wurden beide Vereine zum Meister erklärt.
In der Saison 1978/79 trainierte er den mexikanischen Verein CF Monterrey. Ab September 1979 trainierte er erneut Vasco in Rio. Er führte die Mannschaft um Torwart Émerson Leão und Torjäger Roberto Dinamite in die im Dezember abgehaltenen Finals gegen den SC Internacional aus Porto Alegre, die aber mit 0:2 und 1:2 verloren gingen.
1980 wurde er Nationaltrainer von Nigeria und gewann den Afrika-Cup desselben Jahres. Ferner betreute er die nigerianische Auswahl im gleichen Jahr bei den Olympischen Spielen, wo die Afrikaner nach der ersten Runde als Gruppenletzter ausschieden. Nachdem Nigeria bei der Afrikameisterschaft 1982 ebenso in der Vorrunde ausgeschieden war, trat er zurück.
Ab 1982 betreute er während der Qualifikation für die EM 1984 nochmals die Auswahl Portugals. Nach einer 0:4-Niederlage in einem Freundschaftsspiel gegen Brasilien räumte er jedoch im Juni 1983 nach nur sieben Länderspielen seinen Posten.
Im zweiten Halbjahr 1983 beendete Otto Glória seine Karriere nach einer erneuten Rückkehr zu CR Vasco da Gama. Diesmal führte er den Verein in die Viertelfinalspiele der nationalen Meisterschaft und schied dort gegen den späteren Meister CR Flamengo.

## Erfolge
- Portugiesischer Meister: 1955, 1957, 1968, 1969
- Portugiesischer Pokalsieger: 1955, 1957, 1960, 1969
- Staatsmeisterschaft von São Paulo: 1973
- Afrika-Cup: 1980